# Nagygyimót
Nagygyimót je vesnice v Maďarsku v župě Veszprém, spadající pod okres Pápa. Nachází se asi 4 km východně od Pápy a 28 km jihovýchodně od Tétu. V roce 2015 zde žilo 552 obyvatel, z nichž 97,5 % tvoří Maďaři.
Kromě hlavní části zahrnuje Nagygyimót i malé části Pusztagyimótalsó a Pusztagyimótfelső. Pod území Nagygyimótu spadá i letiště Pápa.
Nagygyimót leží na silnici 832. Je přímo silničně spojen s obcemi Béb, Csót, Vanyola a městem Pápa. Vesnicí protéká potok Gyimóti-séd, který je přítokem potoka Gerence. Ten se vlévá do řeky Marcal.
V Nagygyimótu se nachází katolický kostel Szent Móric-templom, reformovaný kostel se zvonicí a evangelický kostel. Nachází se zde též kulturní centrum Művelődési Ház, dvě hospody a dva malé obchody.